# Georges Granges de Fontenelle
Georges Granges de Fontenelle (Villeneuve d'Agen, 1769 - 1819) fou un compositor francès.
Al teatre de l'Òpera de París donà: La Montagne (1793); Hécube (1793), òpera aquesta última que té diversos retalls notables, i Médèe et Jason, que fracassà. A més és autor, de nombroses cantates, entre elles les titulades Circe, i Priam aux pieds d'Achille.